# Cassia artemisioides
Cassia artemisioides är en ärtväxtart som beskrevs av Dc. Cassia artemisioides ingår i släktet Cassia och familjen ärtväxter. Inga underarter finns listade i Catalogue of Life.